# Estación de Astrabudua
Astrabudua es una estación del Metro de Bilbao, situada en el barrio de Astrabudua, en el término municipal de Erandio y fue inaugurada el 11 de noviembre de 1995. 
Su tarifa corresponde a la zona 2. 
La estación cuenta con accesos por escaleras, rampa y ascensor. Tiene andenes a ambos lados. El cambio de andén se hace fuera de la estación, teniendo que salir de la red de metro. Desde el 9 de marzo de 2011, el acceso más cercano al centro urbano cuenta con una pasarela cubierta, equipada con ascensores y escaleras mecánicas.
La estación cuenta con un aparcamiento gratuito.

## Galería de fotos

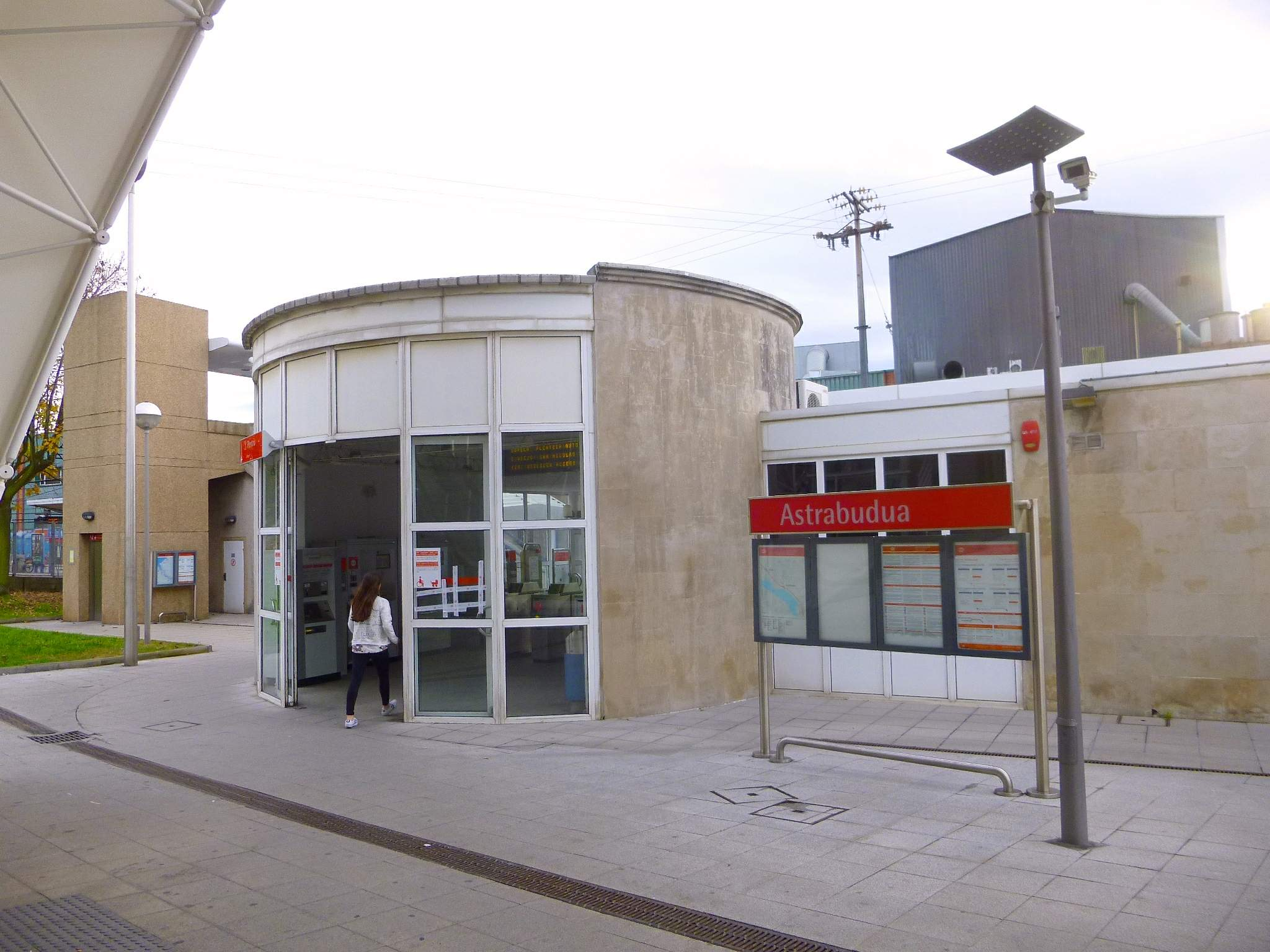
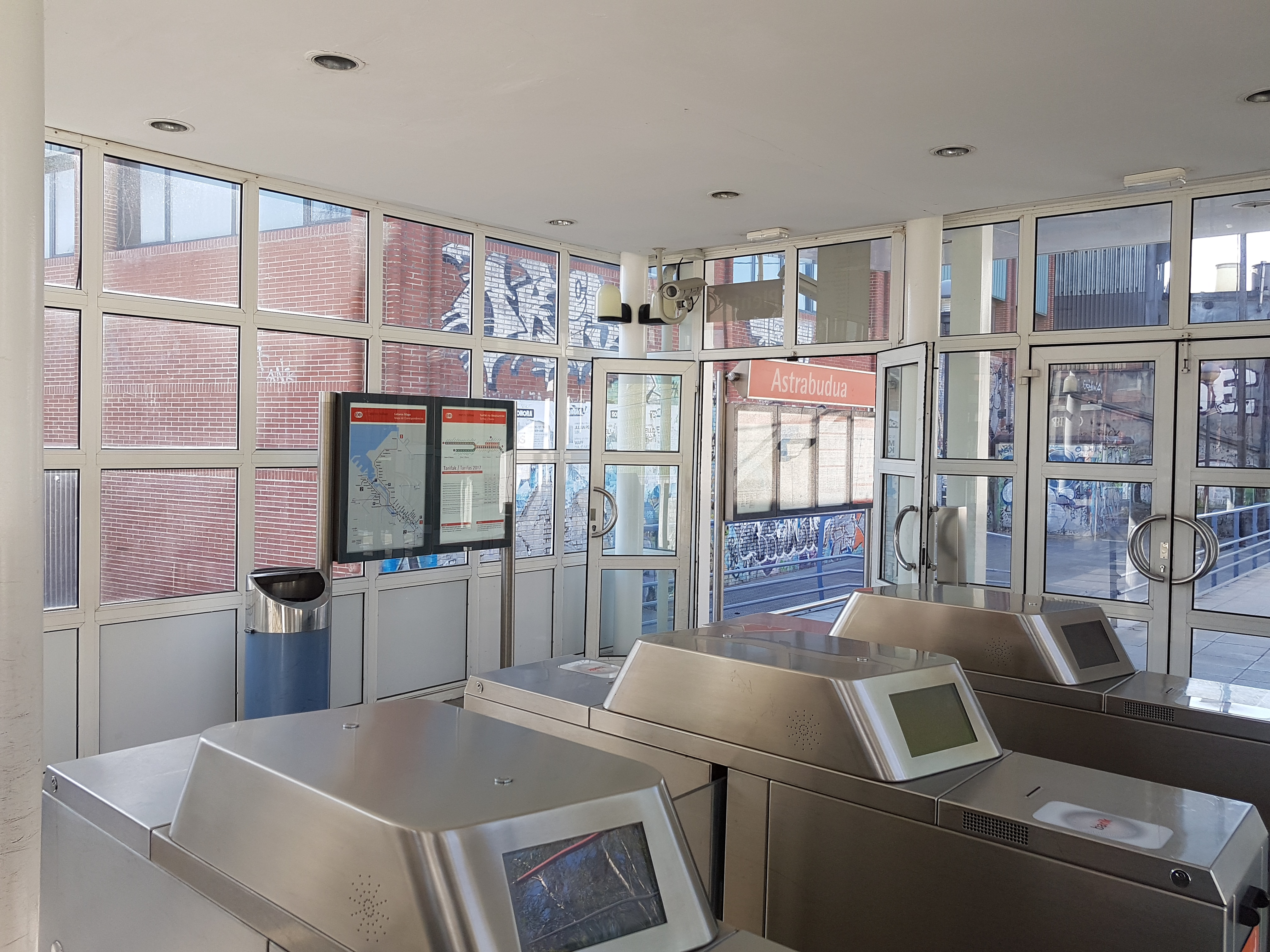
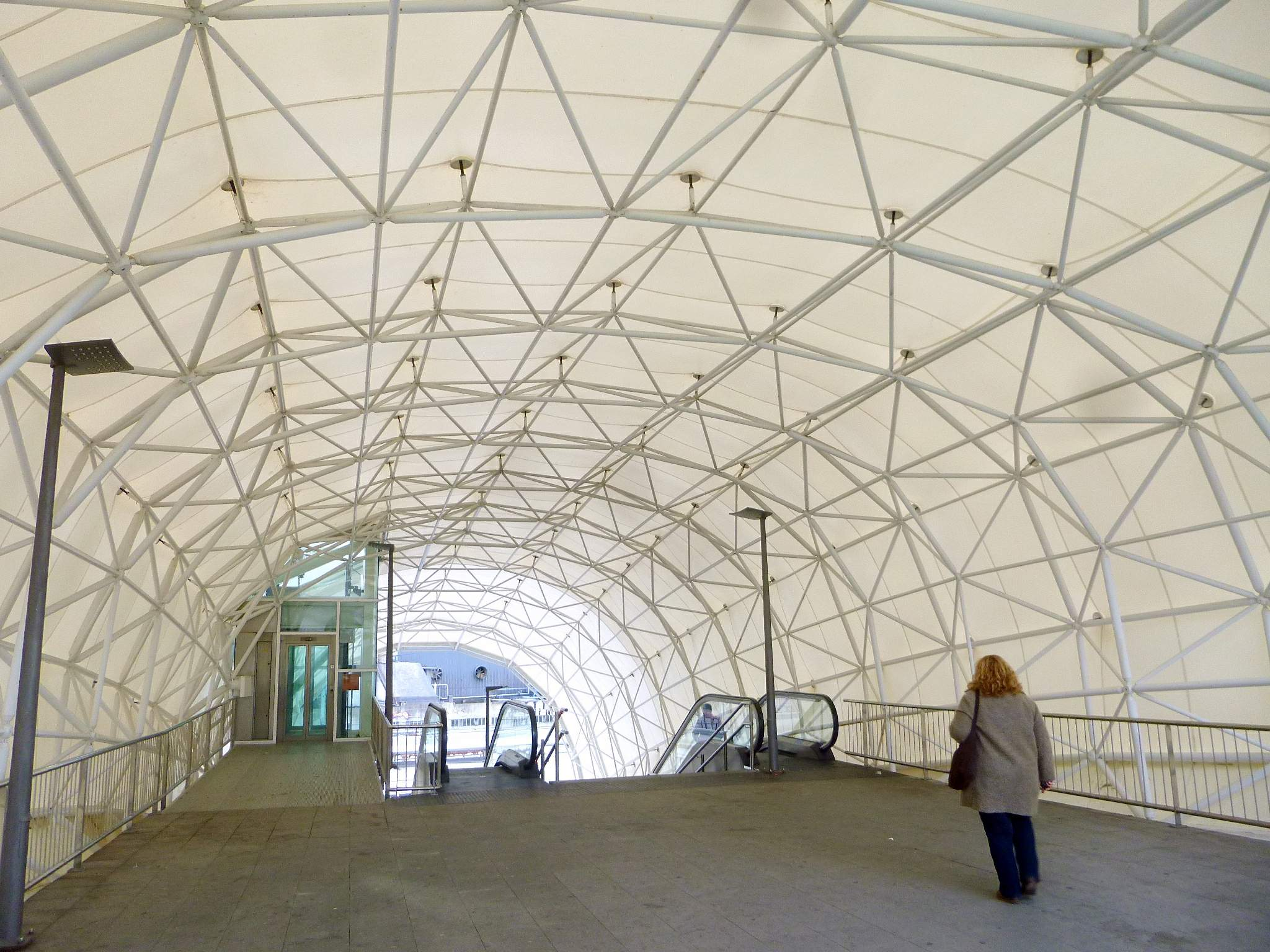
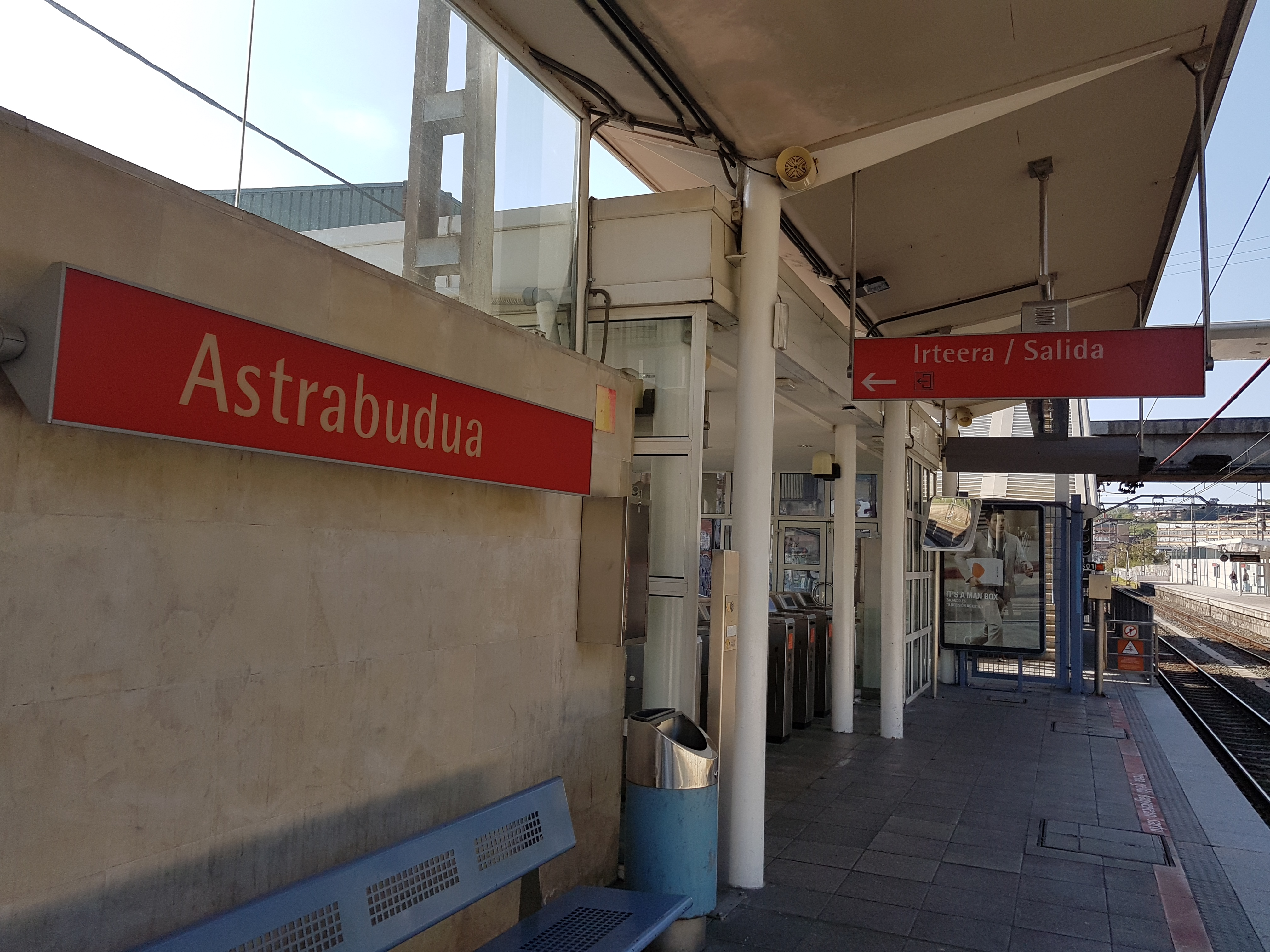
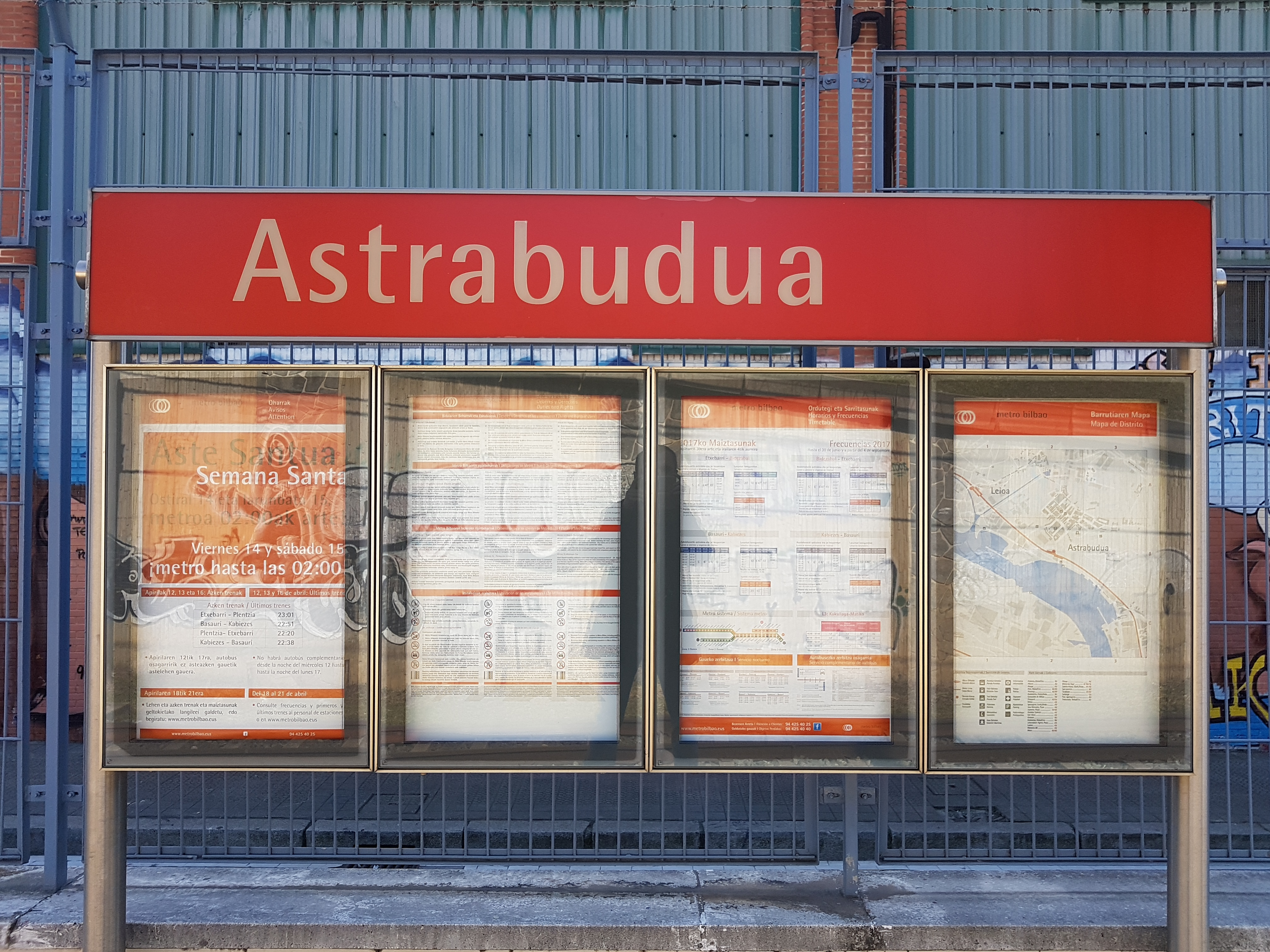

## Accesos
- C/ Etxegorri, 2
- Camino Madaripe
- C/ Ribera de Axpe, 27
- C/ Etxegorri, 2